# Queen (Schiff, 1904)
Die HMS Queen war ein Einheitslinienschiff (engl. pre-dreadnough) der London-Klasse, das Anfang des 20. Jahrhunderts für die Royal Navy gebaut wurde. Sie diente von 1904 bis 1908 bei der Mittelmeerflotte, von 1908 bis 1912 bei der Atlantikflotte und dann bei der Home Fleet. Im Ersten Weltkrieg wurde sie erst im Kanal, dann vor Gallipoli und schließlich zur Sicherung der Straße von Otranto eingesetzt.

## Geschichte
Die Queen wurde am 12. März 1901 in Devonport auf Kiel gelegt, am 8. März 1902 als siebtes Schiff der London-Klasse vom Stapel gelassen und im März 1904 für den Einsatz in Mittelmeerflotte in Dienst gestellt. Die Kosten für den Bau betrugen 1,1 Millionen Pfund Sterling. Im April 1906 kehrte sie nach England zurück und wurde am 8. Mai 1906 erneut der Mittelmeerflotte zugeteilt. Im Dezember kehrte sie in die Heimat zurück und wurde nach ihrer Ankunft in Devonport ausgemustert.

Am 15. Dezember 1908 wurde die Queen für die Atlantikflotte wieder in Dienst gestellt. Am 1. Februar 1909 kollidierte sie vor Dover mit dem griechischen Handelsschiff SS Dafni, ohne ernsthaft beschädigt zu werden. Im Rahmen der Flottenumstrukturierung am 15. Mai 1912 wurde die Atlantikflotte zum 3. Schlachtgeschwader der Home Fleet, wodurch die Queen Teil dieser neuen Flotte wurde, die etwas modernere Schiffe erhielt und in englischen Häfen stationiert wurde. Im April 1914 wurde sie zum 2. Flaggschiff des 5. Schlachtgeschwaders und als Artillerie-Schulschiff vor Portsmouth eingesetzt.

### Erster Weltkrieg
Nach dem Beginn des Ersten Weltkriegs wurde das Schiff dem 5. Schlachtgeschwader der Kanalflotte zugeteilt. Am 17. Oktober wurde die Queen der Dover Patrol zugewiesen, um deutsche Stellungen an der belgischen Küste zu beschießen. Am 14. November 1914 wurde das Geschwader von Portland nach Sheerness verlegt, wo es die Harwich Foce gegen eine mögliche deutsche Invasion verstärken sollte. Am 30. Dezember kehrte die Queen nach Portland zurück.

#### Schlacht von Gallipoli
Zur Vorbereitung auf den Hauptangriff auf die inneren Befestigungsanlagen am 18. März wurde die Queen zusammen mit der Implacable am 13. März in die Dardanellen verlegt. Bei ihrer Ankunft in Limnos am 23. März 1915 schloss sich die Queen dem 1. Geschwader unter dem Kommando von Konteradmiral Rosslyn Wemyss an. Im Laufe des nächsten Monats begannen die britische und die französische Flotte mit den Vorbereitungen für die Landung am Kap Helles. Am 25. April 1915 unterstützte sie die Landung der ANZAC-Truppen bei Gaba Tepe. Die Queen traf gegen Mitternacht zusammen mit der London und der Prince of Wales vor ANZAC Cove ein, wo sie die Landung der australischen 3. Brigade unterstützen sollte.
Am 22. Mai 1915 wurde das Schiff an die Adria nach Tarent verlegt, um die italienische Marine bei ihrem Kampf gegen die österreichische Marine zu unterstützen. Von Dezember 1916 bis Februar 1917 wurde die Queen für den Einsatz als Depotschiff der Otranto Barrage umgerüstet, mit der versucht wurde, deutsche und österreichische U-Boote an der Durchfahrt durch die Straße von Otranto zu hindern. Die Queen verließ Tarent und kehrte im April 1919 in das Vereinigte Königreich zurück. Im Mai 1919 wurde sie in Chatham auf die Abwrackliste gesetzt. Im Juni 1919 wurde sie vorübergehend von der Abwrackliste gestrichen und dem Pembroke Establishment zugewiesen, wo sie als Unterkunftsschiff eingesetzt wurde. Im März 1920 wurde das Schiff wieder auf die Verkaufsliste gesetzt und am 4. September 1920 zum Abwracken verkauft.

## Technik
Das Schiff hatte eine Gesamtlänge von 131,60 m, eine Breite von 22,90 m und einen Tiefgang von 7,90 m. Die Verdrängung lag zwischen 14.700 t und 16.100 t.

### Antrieb
Das Schiff war mit zwei Dreizylinder-Verbunddampfmaschinen ausgestattet, die jeweils eine Welle antrieben und insgesamt 15.000 Shp (11.032 kW) entwickelten, mit denen sie eine Höchstgeschwindigkeit von 18 Knoten (33 km/h) erreichte. Der Dampf wurde von 20 Belleville-Kesseln mit einem Arbeitsdruck von 20 bar geliefert. Das Schiff konnte maximal 2.032 t Kohle mitführen, was ihm bei 10 Knoten (19 km/h) eine Reichweite von 5.500 Seemeilen (10.190 km) ermöglichte. Die Besatzungsstärke schwankte zwischen 724 und 780.

### Bewaffnung
Die Hauptbewaffnung bestand aus vier 305-mm-Geschützen in zwei Doppelgeschütztürmen vor und hinter den Aufbauten. Die Geschütze waren auf Mk-BVI-Lafetten mit einem Gewicht von 187 t und einem Seitenrichtbereich von −150 bis +150 Grad montiert. Sie befanden sich in kreisförmigen Barbetten, die das Laden in 360 Grad ermöglichte. Die Kanonen selbst wogen 51 t und hatten bei einer maximalen Elevation von 13,5° und einer Mündungsgeschwindigkeit von 778 m/s eine Reichweite von 13.850 m. Sie verschossen 386 kg schwere Granaten mit einer Kadenz von etwa 1,5 Schuss pro Minute. Die Sekundärbewaffnung bestand aus zwölf 152-mm-Geschützen, die in Kasematten der Bordwände angeordnet waren. Die Geschütze waren auf Mk-PIV-Lafetten montiert. Sie hatten bei einer maximalen Elevation von +20° und bei einer Mündungsgeschwindigkeit von 805 m/s eine Reichweite von 16.340 m. Sie verschossen 45 kg schwere Granaten mit einer Kadenz von fünf bis sieben Schuss pro Minute. Zur Abwehr von Torpedobooten standen zehn 12-Pfünder-Geschütze und sechs 3-Pfünder-Geschütze zur Verfügung. Außerdem waren die Schiffe mit vier im Rumpf versenkten 457-mm-Torpedorohren ausgestattet.

### Panzerung
Das Schiff hatten einen 229 mm starken Gürtel, aus Krupp-Zementstahl, der mit den 229 bis 305 mm dicken Querschotten an beiden Enden der Schiffe abschloss. Die Geschütztürme waren an den Seiten 203 mm bis 254 mm dick und das Dach 305 mm. Die Barbetten und die 152-mm-Geschütze in den Kasematten waren mit 152 mm geschützt. Der Kommandoturm hatte rundum eine Panzerung von 356 mm. Die Schiffe verfügten über zwei gepanzerte Decks mit einer Dicke von 25 bzw. 76 mm.